# Mariano González (Fußballspieler)
Mariano Nicolás González (* 5. Mai 1981 in Tandil) ist ein argentinischer Fußballspieler.
Der offensive Mittelfeldspieler begann seine Karriere beim Racing Club Avellaneda. Hier spielte er in den Saisons 2002/03 und 2003/04 in der Stammformation, ehe er zur Saison 2004/05 nach Italien zum US Palermo wechselte. In Palermo wurde er bereits in seiner ersten Spielzeit regelmäßig eingesetzt, jedoch gelang ihm der Sprung in die Stammelf erst in seiner zweiten Saison. Nach zwei Spielzeiten in Palermo spielte González die Saison 2006/07 auf Leihbasis bei Inter Mailand, mit dem er die italienische Meisterschaft gewann. Zur Saison 2007/08 wurde González an portugiesischen Meister FC Porto verliehen, die ihn im Anschluss dauerhaft verpflichteten. Mit dem FC Porto konnte er in den Spielzeiten 2007/08, 2008/09 und 2010/11 die portugiesische Meisterschaft sowie die UEFA Europa League 2010/11 gewinnen.
Im Sommer 2011 kehrte González nach Argentinien zurück, wo er bei Estudiantes de La Plata anheuerte. Im Jahr 2013 wurde er für ein halbes Jahr an Arsenal de Sarandí ausgeliehen, wo er mit seinem Team die Copa Argentina gewinnen konnte. Anfang 2014 verschlug es ihn in seine Heimatstadt zu Santamarina Tandil, das in der Primera B Nacional spielte. Nach zwei Jahren schloss er sich Anfang 2016 Club Atlético Huracán an.

## Nationalmannschaft
Bei den Olympischen Spielen 2004 in Athen gewann González mit der Auswahl Argentiniens die Goldmedaille im olympischen Fußballturnier. Bei der Copa América 2004 belegte er mit Argentinien den 2. Platz.

## Erfolge
- 1 × Gewinn der Goldmedaille bei den Olympischen Sommerspielen 2004 mit Argentinien
- 1 × Gewinn der italienischen Meisterschaft mit Inter Mailand
- 3 × Gewinn der portugiesischen Meisterschaft mit FC Porto
- 1 × Gewinn der UEFA Europa League mit FC Porto
- 3 × Gewinn der Taça de Portugal mit FC Porto